# Vlag van Servië
De vlag van Servië (Servisch: Застава Србије, Zastava Srbije) is een horizontale driekleur in de pan-Slavische kleuren rood (boven), blauw en wit. De officiële vlag voert het wapen van Servië, maar de versie zonder wapen komt ook veel voor. Servië nam de huidige vlag aan op 16 augustus 2004. In 2010 werd het wapen iets aangepast.
Als aparte nationale vlag geldt de oorlogsvlag ter zee. Het ontwerp van deze vlag bestaat uit een rood veld, met de gewone Servische vlag in het kanton. Deze vlag wordt gebruikt door de Servische legereenheden te water, met name de patrouilleboten op de Donau.

## Symboliek
De Servische vlag is een omgekeerde Russische vlag en is ook op die vlag gebaseerd. Voorafgaand aan de Eerste Servische Opstand ging een Servische delegatie hulp zoeken in Rusland. Deze hulp werd verleend, en de Servische delegatie wilde zijn erkenning daarvoor laten blijken door de Russische vlag als Servische militaire vlag te gebruiken. Daarvoor moest men wel de Russen om instemming vragen.

?Vlag van Servië
?Vlag van Rusland

Vanaf dat moment zijn er twee visies: de eerste stelt dat de Russen toestemming gaven, maar dat de Serviërs de volgorde van de kleuren vergeten waren. De tweede versie zegt dat de Russen geen toestemming gaven, zodat de Serviërs de kleuren omdraaiden.
De kleurencombinatie rood-blauw-wit is inmiddels uitgegroeid tot het symbool van zowel Servië als het Servische volk. Deze kleuren zijn dan ook terug te vinden in de vlag van de Servische Republiek in Bosnië en Herzegovina en in de vlag van de inmiddels niet meer bestaande Republiek van Servisch Krajina. Ook een vorige versie van de vlag van Montenegro was afgeleid van de Servische vlag. De Servisch-orthodoxe Kerk gebruikt de Servische vlag met een hoogte-breedteverhouding van (ten minste) 1:4 en voert het Servisch kruis in de vlag.

## Ontwerp
De hoogte-breedteverhouding van de Servische vlag is 2:3; dit in tegenstelling tot de vorige twee versies die een ratio van 1:2 gebruikten. Alle drie de horizontale banen nemen een derde van de hoogte van de vlag in.
Het wapen is verticaal gecentreerd en bevindt zich links van het midden van de vlag. De afstand tussen het midden van de vlag en het midden van het wapen is een zevende van de breedte van de vlag.
De aanbevolen kleuren zijn als volgt:
| Codering | Rood       | Blauw      | Wit     | Geel      |
| -------- | ---------- | ---------- | ------- | --------- |
| Pantone  | 193 C      | 287 C      | Wit     | 116 C     |
| CMYK     | 0-90-70-10 | 100-55-0-0 | 0-0-0-0 | 0-10-95-0 |

## Geschiedenis

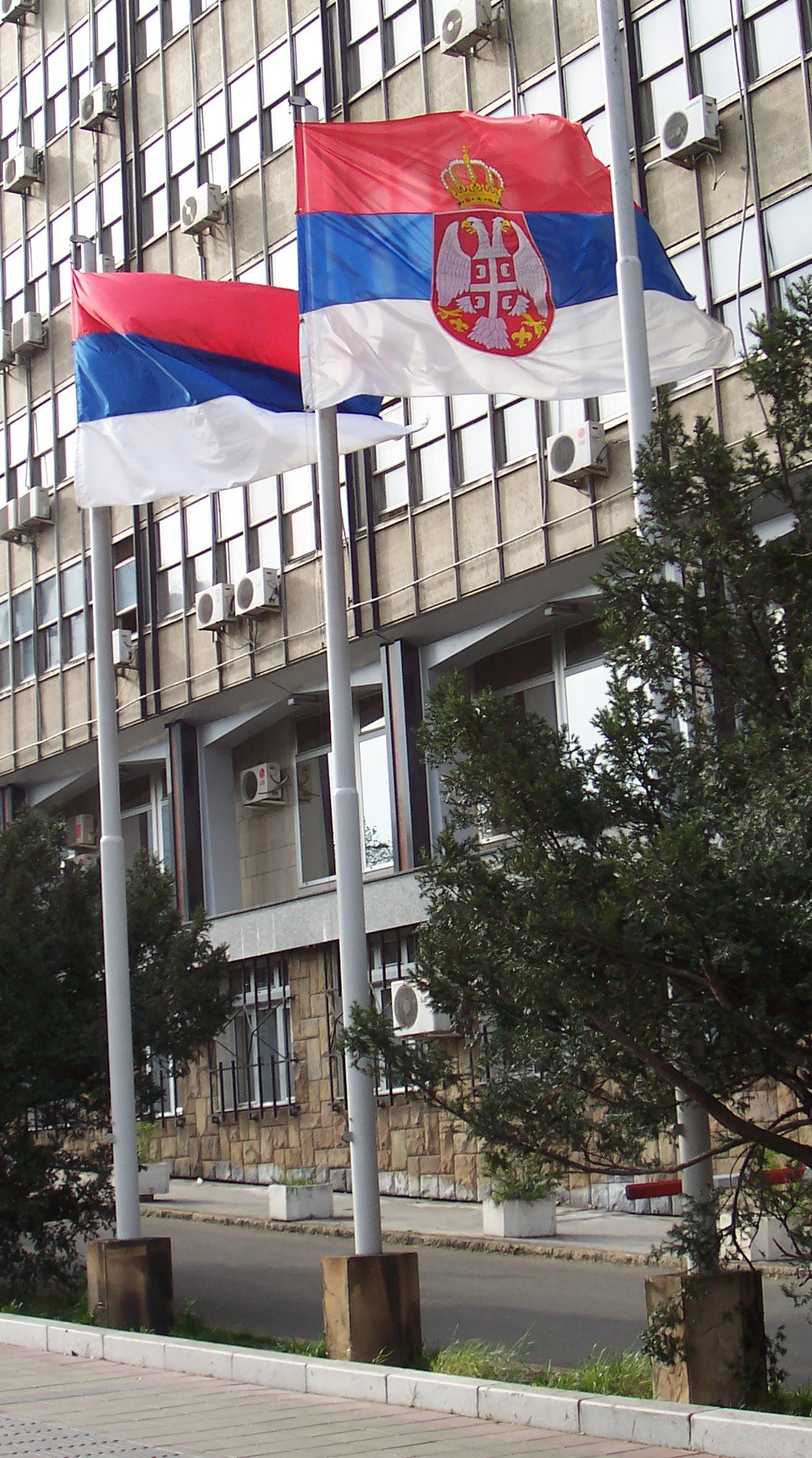
Servische vlag zonder (links) en met wapen.

De zoon van de Servische koning Stefan Vladislav (regeerde 1233-1243), de Župan van Kotor Desa Nemanjić, stuurde op 3 juli 1281 afgevaardigden van Kotor naar Ragusa om een deel van de koninklijke schatkist op te halen. Onder de schatten bevond zich de eerste geschreven vlag van Servië, met de kleuren rood en blauw op een zijdeachtige stof (tegenwoordig staat rood voor de verdediging van vrijheid, blauw voor rechtvaardigheid).
De kleur wit vindt zijn oorsprong in een van de eerste vlaggen van de Servische Revolutie. Kort voor het begin van de Eerste Servische Opstand (1804-1817) kwamen 300 Servische leiders bijeen in het dorpje Orašac in de regio Šumadija en besloten tot een gewapende opstand tegen het Ottomaanse Rijk. Er werd een rode, blauwe en witte driekleur gedocumenteerd, die sterk wordt geassocieerd met de huidige vlag. Na de succesvolle revolutie introduceerde prins Miloš Obrenović uiteindelijk de nationale vlag van het Vorstendom Servië (1833-1882) in Kragujevac, die nu officieel rood, blauw en wit was.
De vlag van de Socialistische Republiek Servië werd op 17 januari 1947 aan de Servische bevolking gepresenteerd. Het ontwerp kwam overeen met de traditionele Servische driekleur van 1835 in de kleuren rood, blauw en wit. In het midden stond een rode ster met een gele rand als symbool voor het socialisme.
De vlag werd gebruikt tot het uiteenvallen van de Socialistische Federale Republiek Joegoslavië. De ster werd verwijderd in 1992.
De Servische vlag werd ook gebruikt in de twee autonome regio's Vojvodina en Kosovo en Metohija, die bij Servië hoorden. Er waren geen officiële eigen vlaggen.
Op de vlag van de Federale Republiek Joegoslavië is de communistische ster weer verdwenen. Er werden geen wijzigingen aangebracht aan de nationale symbolen toen de Federale Republiek Joegoslavië op 4 februari 2003 haar naam veranderde in Servië en Montenegro.
De vlag werd officieel ingevoerd op 27 april 1992. Met het einde van de confederatie op 3 juni 2006 en de onafhankelijkheidsverklaring van Montenegro zijn ook de staatssymbolen tot het verleden gaan behoren.
Op 17 augustus 2004 nam de Servische Nationale Vergadering een aanbeveling aan over het gebruik van de nationale symbolen van Servië. De nieuwe vlag werd voor het eerst gehesen op het gebouw van de Servische Nationale Vergadering.
In 2006 riep Montenegro in een nationaal referendum zijn onafhankelijkheid uit en maakte het zich los van de statenbond. Als gevolg daarvan werd de voormalige vlag van de Republiek Servië de nationale vlag en werd deze voor het eerst gehesen op 8 juni voor het hoofdkwartier van de Verenigde Naties in New York. De vlag verving de vlag van Servië en Montenegro. Door kleine wijzigingen in het nationale wapen veranderde de Servische vlag voor het laatst op 11 november 2010.
|  |  |  |
|  |  |  |
|  |  |  |